# 五彩緋夏
五彩 緋夏（ごさい ひな、1999年7月4日 - 2023年8月17日）は、日本の女性YouTuber。旧活動名はひなちゃん5しゃい。BitStar所属。

## 来歴
2019年9月、YouTubeチャンネル「ひなちゃん5しゃい」を開設。開設から3ヶ月でチャンネル登録者数が10万人を達成し、2020年12月には50万人を達成。
2021年2月25日、エッセイ『ブスな自分殺すの結構がんばってる』をKADOKAWAから出版し、累計発行部数15000部を達成。同年7月には芸名を「五彩緋夏」に改名。
2022年3月8日、自身がプロデュースするコスメブランド「Armuje（アルミュージュ）」を展開。2023年3月28日にはカラコンブランド「PUUUUCHU（プーチュ）」を展開。
2023年4月、学業と仕事の両立が困難なことから、5年間通った法政大学を中退。
2023年8月1日、メイクブック『今日の私を彩るメイク』をKADOKAWAから出版。
2023年8月21日、8月17日に急逝していたことを所属事務所のBitStarが発表。

## 書籍

### エッセイ
- ブスな自分殺すの結構がんばってる（KADOKAWA、2021年2月25日）[11]

### メイクブック
- 今日の私を彩るメイク（KADOKAWA、2023年8月1日）[12]